# Joel King
Joel King (Wollongong, 30 de octubre de 2000) es un futbolista australiano que juega en la demarcación de defensa para el Sydney F. C. de la A-League.

## Selección nacional
Tras jugar en la selección de fútbol sub-20 de Australia y la sub-23, finalmente hizo su debut con la selección absoluta el 27 de enero de 2022 en un encuentro de clasificación para la Copa Mundial de Fútbol de 2022 contra Vietnam que finalizó con un resultado de 4-0 a favor del combinado australiano tras los goles de Jamie Maclaren, Tom Rogić, Craig Goodwin y Riley McGree. Además disputó los Juegos Olímpicos de Tokio 2020.

## Clubes
| Club                     | País      | Año       | Partidos | Goles |
| ------------------------ | --------- | --------- | -------- | ----- |
| FFA Centre of Excellence | Australia | 2016-2017 | 29       | 0     |
| Sydney FC Youth          | Australia | 2018-2019 | 27       | 1     |
| Sydney F. C.             | Australia | 2019-2022 | 75       | 0     |
| Odense Boldklub          | Dinamarca | 2022-2023 | 19       | 1     |
| Sydney F. C. (cedido)    | Australia | 2023-     |          |       |